# In the Earth
Pour plus de détails, voir Fiche technique et Distribution.
In the Earth est un film d'horreur américano-britannique écrit et réalisé par Ben Wheatley sorti en 2021. Il met en vedette Joel Fry, Ellora Torchia, Hayley Squires et Reece Shearsmith.
Il est présenté en avant-première mondiale au festival du film de Sundance 2021 le 29 janvier 2021.

## Synopsis
La nature se met à prendre vie alors que des personnes se baladent au cœur d'une forêt. Leur périple sera au sommet de l'horreur.

## Fiche technique
Sauf indication contraire, les informations mentionnées dans cette section peuvent être confirmées par la base de données cinématographiques IMDb,  présente dans la section « Liens externes ».
- Titre original : In the Earth
- Réalisation et scénario : Ben Wheatley
- Décors : Felicity Hickson
- Costumes : Emma Fryer
- Photographie : Nick Gillespie
- Montage : Ben Wheatley
- Musique : Clint Mansell
- Production : Andrew Starke (producteur) ; Jeff Deutchman et Tom Quinn (producteurs délégués) ; Michael S. Constable (producteur exécutif)
- Sociétés de production : Neon et Rook Films
- Sociétés de distribution : Elevation Pictures (Canada) et Neon (États-Unis)
- Pays d'origine :  États-Unis
- Langue originale : anglais
- Format : couleur
- Genre : horreur
- Durée : 100 min
- Dates de sortie :
  - États-Unis : 29 janvier 2021 (festival du film de Sundance)
  - Royaume-Uni : 17 juin 2021 (sortie nationale)

## Distribution
Sauf indication contraire, les informations mentionnées dans cette section peuvent être confirmées par la base de données cinématographiques IMDb,  présente dans la section « Liens externes ».
- Joel Fry (VQ : Adrien Bletton) : Martin Lowery
- Reece Shearsmith (VQ : Frédéric Paquet) : Zach
- Hayley Squires (VQ : Émilie Josset) : Olivia Wendle
- Ellora Torchia (VQ : Sofia Blondin) : Alma
- Mark Monero : Frank
- John Hollingworth : James

## Production
En septembre 2020, Ben Wheatley a annonce avoir écrit et réalisé un film d'horreur sur une période de 15 jours en août 2020,.
En novembre 2020, il a été annoncé que le casting comprenait Joel Fry, Ellora Torchia, Hayley Squires et Reece Shearsmith, et que Neon était chargé de la distribution aux États-Unis.

## Sortie
Le film est présenté en première mondiale au festival du film de Sundance 2021, le 29 janvier 2021.

### Accueil critique
Sur Rotten Tomatoes, le film a un taux d'approbation de 79% basé sur  52 critiques, avec une note moyenne de 7⁄10. Le consensus du site se lit comme suit : « Le sombre kaléidoscope d'horreur d'In the Earth est une méditation hallucinogène sur les craintes résiduelles de pandémie qui hantent l'humanité ».
Sur Metacritic, le film obtient un score de 61⁄100 basé sur 15 avis.